# Hypolimnion

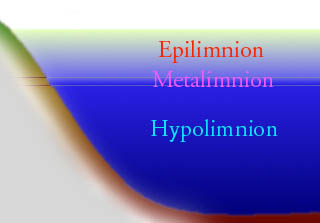
La stratification naturelle d'un lac en régime abiotique.

L’hypolimnion résulte de la stratification thermique des eaux d'une mare, d'un lac ou d'une mer fermée. C'est la couche thermique la plus profonde et de température stable ; elle apparaît, selon la saison, entre 15 et 30 m de profondeur. Elle est recouverte par une couche dite « métalimnion », en dessous de la thermocline.

## Utilisation
Elle est localement utilisée comme source de frigories par certains réseaux de froid[réf. nécessaire]